# Abrostola korbi
Abrostola korbi är en fjärilsart som beskrevs av Claude Dufay 1958. Abrostola korbi ingår i släktet Abrostola och familjen nattflyn. Inga underarter finns listade i Catalogue of Life.